# Synoptophore
 (juillet 2014).
Un synoptophore, de syn, opto et phore, est un appareil ophtalmologique stéréoscopique optimisé pour la vision de loin destiné à obtenir et à développer la vision binoculaire dans les cas de strabisme, d'hétérophorie et de problème de convergence. Le mot a d'abord été formé en anglais en 1934.